# Виктор Карлунд
Виктор Карлунд (швед. Viktor Carlund; Гетеборг, 5. фебруар 1906 – 22. фебруар 1985) био је шведски фудбалски везни фудбалер који је играо за шведску фудбалску репрезентацију. Био је резерва на Светском првенству у фудбалу 1934 а играо је за Шведску и на Летњим олимпијским играма 1936. На клупском нивоу је играо за Оргрите.